# Menhir de la Roche Piquée (Saint-Germain-le-Vasson)
Pour les articles homonymes, voir Menhir de la Roche Piquée.
Le menhir de la Roche Piquée ou de la Pierre Piquet est situé au lieu-dit le Peugray, à Saint-Germain-le-Vasson dans le département du Calvados.

## Description
Le menhir se trouve sur un chemin forestier à proximité du carreau de la mine de fer de Livet sur la rive droite de la Laize, à environ 150 m au-dessus du cours d'eau. D'autres roches gisent aux alentours, sur l'affleurement de grès où est situé ce monument néolithique
L'expression pierre piquée souvent utilisée pour dénommer de nombreux mégalithes signifie « pierre fichée en terre ».

## Protection
Il fait l’objet d’un classement au titre des monuments historiques depuis le 24 novembre 1951.

## Légendes
D'après la légende, cette pierre bouche l'entrée d'un caveau où serait enfermé un trésor.

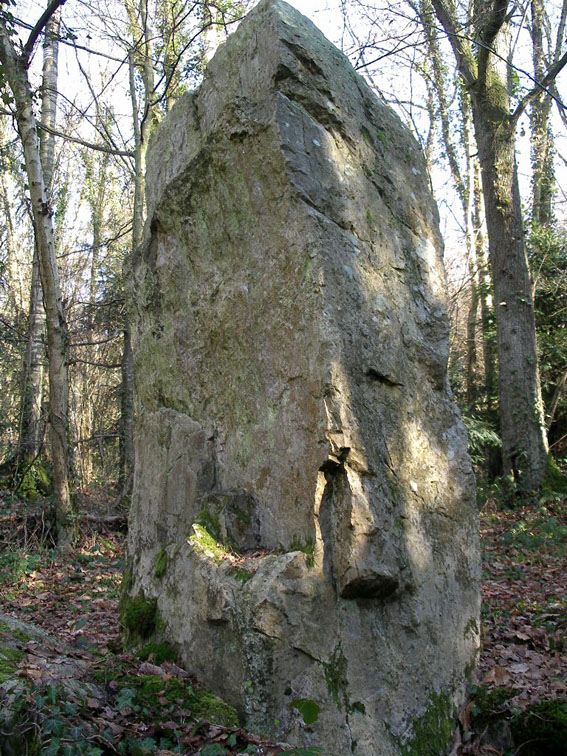
Le menhir de la Roche Piquée
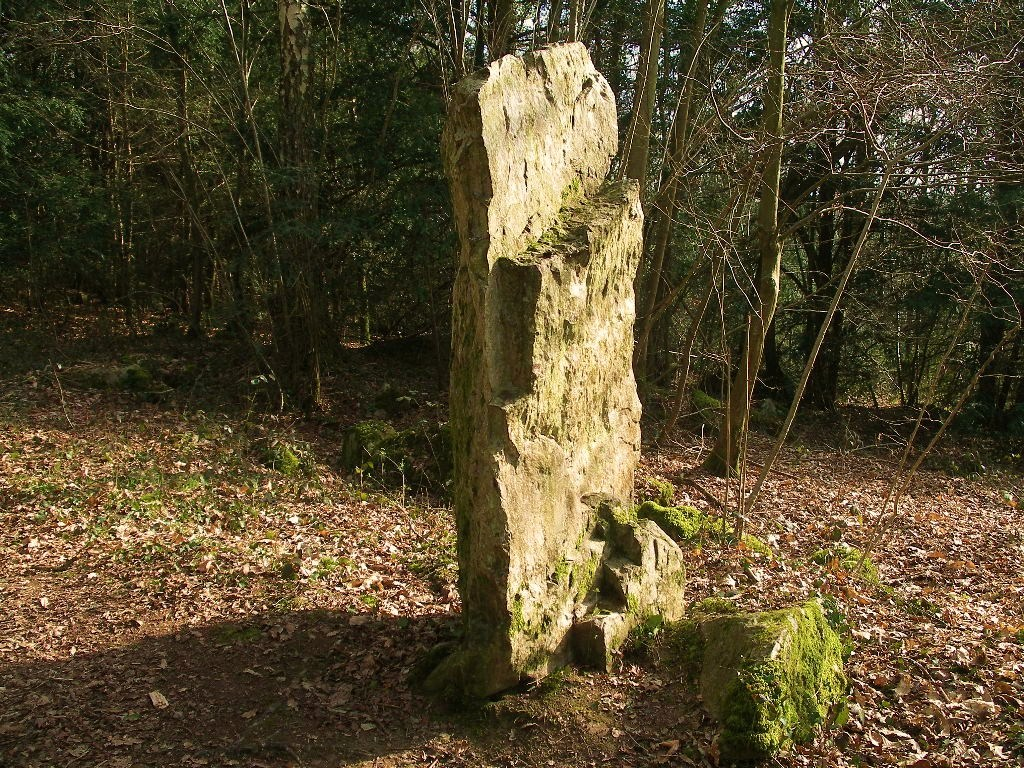
Le menhir vu de profil